# Philadelphia 76ers 1977-1978
La stagione 1977-78 dei Philadelphia 76ers fu la 29ª nella NBA per la franchigia.
I Philadelphia 76ers vinsero la Atlantic Division della Eastern Conference con un record di 55-27. Nei play-off vinsero la semifinale di conference con i New York Knicks (4-0), perdendo poi la finale di conference con i Washington Bullets (4-2).

## Roster
| N° | Naz.                   | Ruolo | Sportivo          | Anno | Alt. | Peso |
| -- | ---------------------- | ----- | ----------------- | ---- | ---- | ---- |
| 6  | Stati Uniti (bandiera) | GA    | Julius Erving     | 1950 | 198  | 91   |
| 10 | Stati Uniti (bandiera) | G     | Mike Dunleavy     | 1954 | 191  | 82   |
| 11 | Stati Uniti (bandiera) | AC    | Caldwell Jones    | 1950 | 211  | 98   |
| 12 | Stati Uniti (bandiera) | G     | Ted McClain       | 1946 | 185  | 82   |
| 14 | Stati Uniti (bandiera) | G     | Henry Bibby       | 1949 | 185  | 84   |
| 20 | Stati Uniti (bandiera) | GA    | Doug Collins      | 1951 | 198  | 82   |
| 21 | Stati Uniti (bandiera) | G     | Lloyd Free        | 1953 | 188  | 84   |
| 23 | Stati Uniti (bandiera) | AC    | Joe Bryant        | 1954 | 206  | 84   |
| 30 | Stati Uniti (bandiera) | AC    | George McGinnis   | 1950 | 203  | 107  |
| 34 | Stati Uniti (bandiera) | A     | Glenn Mosley      | 1955 | 203  | 88   |
| 42 | Stati Uniti (bandiera) | AC    | Harvey Catchings  | 1951 | 206  | 99   |
| 50 | Stati Uniti (bandiera) | A     | Steve Mix         | 1947 | 201  | 98   |
| 52 | Stati Uniti (bandiera) | AC    | Wilson Washington | 1955 | 206  | 103  |
| 53 | Stati Uniti (bandiera) | C     | Darryl Dawkins    | 1957 | 211  | 114  |

## Staff tecnico
- Allenatori: Gene Shue (2-4) (fino al 4 novembre)[1], Billy Cunningham (53-23)
- Vice-allenatori: Chuck Daly, Jack McMahon
- Preparatore atletico: Al Domenico